# WTA Adelaide

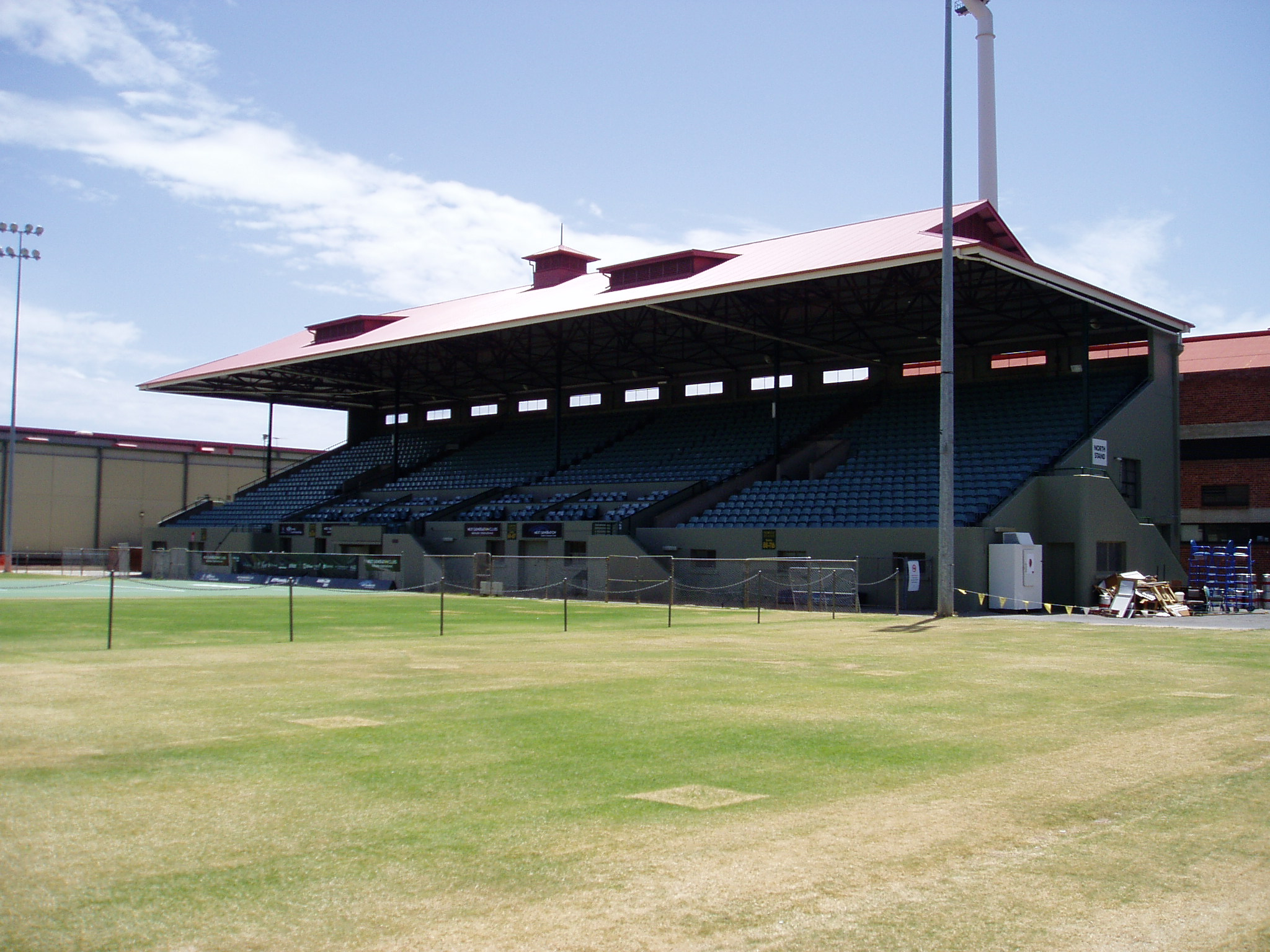
Memorial Drive Park (2007)

Das WTA Adelaide (offiziell: Adelaide International) ist ein Damen-Tennisturnier der WTA Tour, das bereits von 1972 bis 1988 in der australischen Stadt Adelaide ausgetragen wurde. Auf Hartplätzen spielte man seit 1988, vorher auf Rasen.
Ab 2020 findet wieder ein Damenturnier in Adelaide statt, und zwar in der höheren Kategorie WTA Premier. Adelaide bekam den Zuschlag, nachdem entschieden wurde, dass Sydney als Veranstaltungsort des bisherigen Turniers WTA Sydney auf seine Rechte verzichtet. 
Spielstätte für das Turnier in Adelaide ist der Memorial Drive Park, der Hauptplatz wird hierfür modernisiert und erhält eine Dachkonstruktion.

## Siegerliste

### Einzel
| Jahr                   | Siegerin                                | Finalgegnerin                           | Ergebnis                                |
| ---------------------- | --------------------------------------- | --------------------------------------- | --------------------------------------- |
| 1972 (Jan.)            | Evonne Goolagong                        | Olga Morosowa                           | 7:6, 6:3                                |
| 1972 (Dez.)            | Evonne Goolagong                        | Kerry Harris                            | 6:1, 6:2                                |
| 1973                   | Janet Young                             | Dianne Fromholtz                        | 7:5, 6:1                                |
| 1974                   | Olga Morosowa                           | Evonne Goolagong                        | 7:6, 2:6, 6:2                           |
| 1975                   | Sue Barker                              | Helga Masthoff                          | 6:2, 6:1                                |
| 1976                   | Chris O’Neil                            | Nerida Gregory                          | 3:6, 6:4, 6:0                           |
| 1977                   | In diesem Jahr fand kein Turnier statt. | In diesem Jahr fand kein Turnier statt. | In diesem Jahr fand kein Turnier statt. |
| 1978                   | Kerry Reid                              | Beth Norton                             | 7:5, 6:7, 6:1                           |
| 1979                   | Hana Mandlíková                         | Virginia Ruzici                         | 7:5, 2:2 Aufgabe                        |
| 1980                   | Hana Mandlíková                         | Sue Barker                              | 6:2, 6:4                                |
| ↓ Kategorie: Tier V ↓  |                                         |                                         |                                         |
| 1988                   | Jana Novotná                            | Jana Pospíšilová                        | 7:5, 6:4                                |
| ↓ Kategorie: Premier ↓ |                                         |                                         |                                         |
| 2020                   | Ashleigh Barty                          | Dajana Jastremska                       | 6:2, 7:5                                |
| ↓ Kategorie: 500 ↓     |                                         |                                         |                                         |
| 2021                   | Iga Świątek                             | Belinda Bencic                          | 6:2, 6:2                                |
| 2022                   |                                         |                                         |                                         |
| Ashleigh Barty         | Jelena Rybakina                         | 6:3, 6:2                                |                                         |
| ↓ Kategorie: 250 ↓     |                                         |                                         |                                         |
| Madison Keys           | Alison Riske                            | 6:1, 6:2                                |                                         |
| ↓ Kategorie: 500 ↓     |                                         |                                         |                                         |
| 2023                   |                                         |                                         |                                         |
| Aryna Sabalenka        | Linda Nosková                           | 6:3, 7:64                               |                                         |
| Belinda Bencic         | Darja Kassatkina                        | 6:0, 6:2                                |                                         |
| 2024                   | Jelena Ostapenko                        | Darja Kassatkina                        | 6:3, 6:2                                |
| 2025                   | Madison Keys                            | Jessica Pegula                          | 6:3, 4:6, 6:1                           |

### Doppel
| Jahr                          | Siegerinnen                                  | Finalgegnerinnen                        | Ergebnis                                |
| ----------------------------- | -------------------------------------------- | --------------------------------------- | --------------------------------------- |
| 1972 (Jan.)                   | Evonne Goolagong Olga Morosowa               | Kerry Hogarth Marilyn Tesch             | 6:3, 6:0                                |
| 1972 (Dez.)                   | Eugenia Birioukova Janet Young               | Evonne Goolagong Helen Gourlay          | 6:3, 6:2                                |
| 1973                          | Janet Fallis Janet Young                     | Jenny Dimond Dianne Fromholtz           | 7:6, 6:3                                |
| 1974                          | Evonne Goolagong Peggy Michel                | Martina Navrátilová Kazuko Sawamatsu    | 6:3, 4:6, 7:5                           |
| 1975                          | Sue Barker Michelle Tyler                    | Kym Ruddell Janet Young                 | 7:5, 6:3                                |
| 1976                          | Nerida Gregory Rosalyn McCann                | Elizabeth Little Kerryn Pratt           | 6:3, 6:2                                |
| 1977                          | In diesem Jahr fand kein Turnier statt.      | In diesem Jahr fand kein Turnier statt. | In diesem Jahr fand kein Turnier statt. |
| 1978                          | Lesley Hunt Sharon Walsh                     | Ilana Kloss Marise Kruger               | 6:2, 6:2                                |
| 1979                          | Hana Mandlíková Virginia Ruzici              | Sue Barker Pam Shriver                  | 2:6, 6:4, 6:4                           |
| 1980                          | Pam Shriver Betty Stöve                      | Sue Barker Sharon Walsh                 | 6:4, 6:3                                |
| ↓ Kategorie: Tier V ↓         |                                              |                                         |                                         |
| 1988                          | Sylvia Hanika Claudia Kohde-Kilsch           | Lori McNeil Jana Novotná                | 7:5, 6:7, 6:4                           |
| ↓ Kategorie: Premier ↓        |                                              |                                         |                                         |
| 2020                          | Nicole Melichar Xu Yifan                     | Gabriela Dabrowski Darija Jurak         | 2:6, 7:5, [10:5]                        |
| ↓ Kategorie: 500 ↓            |                                              |                                         |                                         |
| 2021                          | Alexa Guarachi Desirae Krawczyk              | Hayley Carter Luisa Stefani             | 6:74, 6:4, [10:3]                       |
| 2022                          |                                              |                                         |                                         |
| Ashleigh Barty Storm Sanders  | Darija Jurak Schreiber Andreja Klepač        | 6:1, 6:4                                |                                         |
| ↓ Kategorie: 250 ↓            |                                              |                                         |                                         |
| Eri Hozumi Makoto Ninomiya    | Tereza Martincová Markéta Vondroušová        | 1:6, 7:64, [10:7]                       |                                         |
| ↓ Kategorie: 500 ↓            |                                              |                                         |                                         |
| 2023                          |                                              |                                         |                                         |
| Asia Muhammad Taylor Townsend | Storm Hunter Kateřina Siniaková              | 6:2, 7:62                               |                                         |
| Luisa Stefani Taylor Townsend | Anastassija Pawljutschenkowa Jelena Rybakina | 7:5, 7:63                               |                                         |
| 2024                          | Beatriz Haddad Maia Taylor Townsend          | Caroline Garcia Kristina Mladenovic     | 7:5, 6:3                                |
| 2025                          | Guo Hanyu Alexandra Panowa                   | Beatriz Haddad Maia Laura Siegemund     | 7:5, 6:4                                |